# Andreï Fediaïev
Andreï Valerievitch Fediaïev (en russe : Андрей Валерьевич Федяев) est un cosmonaute russe né le 26 février 1981 à Serov, dans l'oblast de Sverdlovsk, en Russie.

## Biographie
En 2004, il est diplômé de l'Institut militaire d'aviation de Krasnodar. Il devient pilote militaire de 2e classe, avec le grade de capitaine. Jusqu'à sa sélection comme cosmonaute, il est pilote militaire au Kamchatka. Sélectionné cosmonaute en 2012, son entraînement de base se termine deux ans plus tard.
Le 15 juillet 2022, il est désigné membre de l'équipage de SpaceX Crew-6, qui est lancé le 2 mars 2023. Il participe aux expéditions 68 et 69 sur l'ISS. Le 4 septembre 2023, il rentre sur Terre avec son équipage.